# 波霍里利夫卡 (科諾托普區)
51°39′54″N 33°9′51″E / 51.66500°N 33.16417°E
波霍里利夫卡（烏克蘭語：Погорілівка）是位於烏克蘭東北部的村莊，由蘇梅州科諾托普區的克羅萊韋茨市鎮負責管轄。該村距離奧布托韋3.5公里，面積1.024平方公里，海拔高度129米，2001年人口190。